# Binapacryl
Binapacryl is een toxische organische verbinding met als brutoformule C15H18N2O6. De stof komt voor als een kleurloos kristallijn poeder, dat onoplosbaar is in water. Binapacryl is de dimethylacrylzuur-ester van het schadelijke en inmiddels verboden herbicide dinoseb. De handel in de stof is vastgelegd middels het Verdrag van Rotterdam.

## Toepassingen
Binapacryl wordt gebruikt als miticide en fungicide. Handelsnamen van het product zijn Acricid, Ambox, Endosan, Morocide en Niagara 9044.

## Toxicologie en veiligheid
Binapacryl ontleedt bij verhitting of bij verbranding, met vorming van giftige dampen, onder andere stikstofoxiden. Het reageert traag met water, met vorming van het schadelijke dinoseb. Het is de vorming van dinoseb wat de verbinding zo toxisch maakt; binapacryl is op zich slechts mild-toxisch.
De stof kan effecten hebben op de stofwisseling, met als gevolg een hoge lichaamstemperatuur en zweten.